# Никола Пепе
Никола Пепе (фр. Nicolas Pépé; Мант ла Жоли, 29. мај 1995) фудбалер је из Обале Слоноваче који игра на позицији крила и наступа за Трабзонспор.

## Статистика каријере

### Репрезентативна
Ажурирано 26. јануара 2022.
| Репрезентација  | Година | Наступи | Голови |
| --------------- | ------ | ------- | ------ |
| Обала Слоноваче | 2016   | 1       | 0      |
| Обала Слоноваче | 2017   | 6       | 0      |
| Обала Слоноваче | 2018   | 4       | 3      |
| Обала Слоноваче | 2019   | 9       | 2      |
| Обала Слоноваче | 2020   | 4       | 0      |
| Обала Слоноваче | 2021   | 4       | 1      |
| Обала Слоноваче | 2022   | 4       | 2      |
| Укупно          | Укупно | 32      | 8      |

## Трофеји
Арсенал
- ФА куп: 2019/20.